# Ölands norra mots tingslag
Ölands norra mots tingslag var ett tingslag i Kalmar län. Tingsplats var Rosenfors.
Tingslaget bildades 1680 och uppgick 1 januari 1943 (enligt beslut den 8 september 1939 och den 23 oktober 1942) i Ölands domsagas tingslag.
Tingslaget ingick i Ölands domsaga, bildad 1649. 
Tingslaget omfattade häraderna Åkerbo, Slättbo och Runsten.